# 736

736(칠백삼십육)은 735보다 크고 737보다 작은 자연수다.

## 수학
- 합성수로, 그 약수는 총 12개다. (1, 2, 4, 8, 16, 23, 32, 46, 92, 184, 368, 736)
  - 736의 진약수의 합은 776이므로, 736은 과잉수다.
- 16번째 팔각수다. 앞의 팔각수는 645, 다음은 833이다.
- 15번째 중심있는 칠각수다. 앞의 중심있는 칠각수는 638, 다음은 841이다.
- {\displaystyle 736=23\times 32}
  - {\displaystyle ab\times ba}의 꼴로 나타낼 수 있는 수열의 23번째 수다. 이 수열의 앞의 수는 484, 다음 수는 1008이다. (OEIS의 수열 A061205)
  - {\displaystyle ab\times ba}의 꼴로 나타낼 수 있는 수열의 32번째 수다. 이 수열의 앞의 수는 403, 다음 수는 1089다. (OEIS의 수열 A061205)
- {\displaystyle 47^{2}-1}은 736으로 나누어떨어진다.

## 과학
- NGC 736(영어판): 삼각형자리에 있는 타원은하.
- 736 하버드(영어판): 소행성.

## 교통

### 항공
- 유나이티드 항공 736편(영어판): 1958년 엔터프라이즈 공중 충돌 사고 당시 두 대의 사고 항공기 중 하나.

### 철도
- FS 클래스 736(영어판): 증기 기관차.
- 서울 지하철 7호선 이수역의 역번호.

### 도로
- 736번 지방도: 전북특별자치도 부안군 진서면에서 김제시 금산면까지 이어지는 대한민국의 지방도.
- 현도 제736호선

## 군사
- 736 해군 항공대(영어판): 과거 존재한 영국의 해군 항공대.
- U-736(영어판, 독일어판): 제2차 세계 대전에 사용된 나치 독일의 군용 잠수함.

## 문화유산
- 대한민국의 보물 제736호: 정명경집해관중소 권3~4

## 기타
- 연도: 736년, 기원전 736년